# Paradise (What About Us?)
Paradise (What About Us?) is de eerste single van Hydra, het zesde studioalbum van de Nederlandse symfonische metal-/rockband Within Temptation. Tarja Turunen (ex-Nightwish) zingt mee als gastzangeres. De single werd voorafgaand aan het album als EP uitgebracht, samen met de bijbehorende videoclip, op 27 september 2013 (wereldwijd) en op 1 oktober 2013 (Noord-Amerika). In 2016 werd het nummer in een gemixte versie uitgebracht op Turunens solo-album The Brightest Void.
Het nummer kreeg positieve reviews. Zo gaf het Britse Rock n Reel de EP een score van 4/5, en benoemde daarbij dat het titelnummer alles had van een perfect Within Temptationnummer en dat de twee zangeressen in alle opzichten samen een perfect duo vormen. Hoewel het nummer ook de Nederlandse Single Top 100 haalde, kwam het niet hoger dan nummer 80. 

## Achtergrond
Volgens zangeres Sharon den Adel is het nummer gebaseerd op de toespraak van de gepensioneerde viersterrengeneraal Peter van Uhm tijdens de Nationale Dodenherdenking op 4 mei 2013, waarin hij het belang benoemde om niet alleen aan 'jezelf' of 'hen' te denken. maar 'ons'.
Tarja Turunen verklaarde dat het "geweldig was dat ze aan [haar] dachten" en dat ze "de uitnodiging en de kans om met hen samen te werken echt waardeerde". Toen ze met Tarja werkte, verklaarde Sharon den Adel dat ze "onmiddellijk on klik hadden. Niet alleen creatief maar ook persoonlijk. [...] voelde het volkomen natuurlijk dat [ze] dit samen zouden doen!" 
Volgens Den Adel was het oorspronkelijke idee om van het nummer een swingende dansbeat te maken met rapelementen in alle coupletten. De band vond het eindresultaat echter niet goed mede omdat naar hun gevoel te ver buiten hun comfortzone lag. Vervolgens werd het nummer gewijzigd naar een "groot symfonisch en zwaar gitaarnummer".

## Videoclip
De video wisselt tussen shots van de muziekspelende band, en speelt zich daarnaast deels af in een post-apocalyptische wereld. In het begin is een krant te zien met een foto van een paddenstoelwolk en de kop "Diplomacy has failed". Vervolgens zie je twee personen in beschermende pakken door het verwoeste, levensloze en radioactieve landschap lopen (er zijn diverse radio-actieve symbolen te zien en halverwege is het geluid van een geigerteller te horen) die onderdelen van een machine bij elkaar zoeken. Als de machine gebouwd is, wekt deze een krachtige (licht)straal op waardoor het begint te regenen en de aarde weer tot leven komt. De twee personen doen hun beschermde helm af en blijken dan beide jonge vrouwen te zijn. Aan het eind van de video staan Sharon den Adel en Tarja Turunen samen in een paradijselijke plek bij de machine waar inmiddels een flink bos is gegroeid, wat impliceert dat zij deze jonge vrouwen waren. Het rode signaal van de machine verdwijnt, als teken dat de aarde weer hersteld is.
Het was de eerste video van de band die op YouTube meer dan 100 miljoen views kreeg (met ruim 110 miljoen in januari 2024). De video werd door Kerrang verkozen tot nummer 8 in de categorie 'best rock video' van 2014 and als 9e door de lezers van Metal Storm.

## Tracklijst
| Nr. | Titel                                         | Duur |
| --- | --------------------------------------------- | ---- |
| 1.  | Paradise (What About Us?) (met Tarja Turunen) | 5:21 |
| 2.  | Let Us Burn (Demoversie)                      | 5:38 |
| 3.  | Silver Moonlight (Demoversie)                 | 5:14 |
| 4.  | Dog Days (Demoversie)                         | 4:56 |